# Andre Stitt
Andre Stitt (ur. 1958 w Belfaście) – brytyjski, północnoirlandzki artysta intermedialny, performer.
W latach 1976–1980 studiował na politechnice i uczelni artystycznej Uniwersytetu Ulsteru. Od 1976 roku jest aktywny jako artysta performance, od tego czasu zrealizował ponad sto koncepcji wystąpień. Podejmuje również aktywność na scenie muzycznej. Jest profesorem uczelni artystycznej Uniwersytetu Metropolitalnego w Cardiff w Walii. W swoich pracach podejmuje tematy trudne: doświadczeń traumatycznych, opresji, wolności, wykluczeń społecznych, globalizacji, społecznych konfliktów. Kilka razy prezentował swoje performance w Polsce.